# 176.5
『176.5』（ひゃくななじゅうろくてんご）は、1990年1月10日に吉田拓郎がリリースしたオリジナル・アルバムである。

## 背景
1990年代最初のアルバムで、1980年代後半あたりから見られるようになったコンピュータによる打ち込みサウンドが色濃く出ている作品となっている。
アルバムタイトルは拓郎の身長から由来し、等身大の『ありのままの姿』という意味でつけられた。
1980年代のアフロヘアーはこのアルバムのジャケットまで。次作の『detente』以降は、ジャケットには髪を短くカットした拓郎が登場している。

## 制作
作詞に森雪之丞を迎え、詩の内容が官能的であることも特徴。森とのコンビは風見慎吾に提供した「僕笑っちゃいます」もあるが、拓郎自身が歌った森作詞による楽曲はこのアルバムの収録曲のみ。アルバムタイトルの身長に象徴されるように、詩の内容を等身大の自分を表現しようとしたと言われている。ちなみに、前作『ひまわり』は全曲拓郎自身の作詞であった。

## 収録曲
- 全作詞・作曲:吉田拓郎（特記以外）編曲:吉田拓郎

1. 落陽
作詞：岡本おさみ
  - 本アルバムの先行シングル。シングルバージョンよりアウトロが1分近く短くなっている。
  - 日本テレビ系『あの夏に抱かれたい』主題歌[2][3]
2. 星の鈴
作詞：森雪之丞
3. 車を降りた瞬間から
4. 俺を許してくれ
  - 1990年2月21日にシングルカット。
  - TBS系『世界・ふしぎ発見!』エンディングテーマ[4]
5. 30年前のフィクション
作詞：森雪之丞
6. しのび逢い
7. 妄想
作詞：森雪之丞
8. 憂鬱な夜の殺し方
作詞：森雪之丞
  - 「俺を許してくれ」のカップリング曲。
9. 光る石
作詞：森雪之丞
10. はからずも、あ
11. 祭りのあと
作詞：岡本おさみ
  - 「落陽」のカップリング曲。

## 参加ミュージシャン
- All Vocals, Back Ground Vocals, Guitars, Harmonica：吉田拓郎
- Synthesizer Programming & Keyboards：遠山淳
- Guitar：鳥山雄司・鈴木茂・徳武弘文・中川雅也・斉藤英夫
- Keyboards：国吉良一・竹田元
- Saxophone & Clarinet：JAKE H. CONCEPCION
- Chorus：比山貴咏史・木戸泰弘

- All Songs Arranged, Basic Tracks Programming：吉田拓郎
- Programming Supervisor：遠山淳
- Chorus Arrange：木戸泰弘